# Konstantin Sergeevich Novoselov
Konstantin Sergeevich Novoselov (tiếng Nga: Константи́н Серге́евич Новосёлов, sinh ngày 23 tháng 8 năm 1974) là một nhà vật lý học người Nga-Anh, nổi tiếng với công trình nghiên cứu của ông về graphene cùng với Andre Geim, và họ đã được trao Giải Nobel Vật lý năm 2010. Novoselov hiện là thành viên của nhóm nghiên cứu mesoscopic tại Đại học Manchester.
Kostya Novoselov sinh ra ở Nizhny Tagil, CHXHCN Liên bang Xô Viết.